# سفارة فرنسا في أستراليا
سفارة فرنسا في أستراليا هي أرفع تمثيل دبلوماسي لدولة فرنسا لدى أستراليا. تقع السفارة في كانبرا وهي تهدف لتعزيز المصالح الفرنسية في أستراليا.

## وصلات خارجية
- الموقع الرسمي
- قائمة سفارات فرنسا
- قائمة السفارات في أستراليا